# Devia congruens
Devia congruens är en skalbaggsart som först beskrevs av Thomas Casey 1893.  Devia congruens ingår i släktet Devia och familjen kortvingar. Inga underarter finns listade i Catalogue of Life.